# هيرمان د. شتاين
هيرمان د. شتاين (بالإنجليزية: Herman D. Stein)‏ هو أستاذ جامعي أمريكي، ولد في 13 أغسطس 1917 في نيويورك في الولايات المتحدة، وتوفي في 2 أكتوبر 2009 في كليفلاند في الولايات المتحدة.